# The Clan
The Clan è un film del 2005 diretto e interpretato da Christian De Sica.

## Trama
Franco e Dino sono due meccanici romani, amanti delle moto e con molti problemi economici con il loro vicino Otello, proprietario (tra l'altro) delle mura della loro officina. Proprio a causa dei debiti con Otello, decidono di andare a Las Vegas per partecipare ad un raduno di Harley-Davidson con in palio un premio di 500.000 dollari. Appena arrivati in America, in un'area di servizio fanno la conoscenza di un cameriere italiano, Sammy. Insieme i tre arrivano a Las Vegas dove Franco e Dino partecipano al raduno, ma alla vigilia della finale le loro moto vengono rubate. A questo punto non possono fare altro che cercare aiuto da Sammy nel bar dove lavora con la fidanzata Patricia. Qui, dopo aver parlato con una cliente del bar che fa loro notare il caso di omonimia di Frank, Dean e Sammy il famoso The Clan composto da Frank Sinatra, Dean Martin, e Sammy Davis Jr., decidono di partecipare ad un'audizione per uno show, dove vengono scritturati. Al culmine della loro fortuna il trio si guasta a causa della gelosia di Sammy quando trova la fidanzata Patricia tra le braccia di Dino. A questo punto Franco si sveglia e scopre che tutto era un sogno, si trova ancora nel bar di Sammy e Patricia dove si era addormentato a causa dei troppi alcolici bevuti. Al suo fianco ancora la strana cliente che gli dice di provare la fortuna alla slot machine. Così fa e vince il jackpot da 1.000.000 di dollari, che decide di dividere con "The Clan". I due amici decidono quindi di rimanere a Las Vegas e aprire una nuova officina per moto, mentre Sammy si sposa con Patricia e vanno in viaggio di nozze ad Acireale, paese natale di Sammy.

## Luoghi delle riprese
Le riprese sono state realizzate a Roma (Kursaal Village d'Ostia Lido, Officina in via del Falco 21, Campo de' Fiori), a Bassano Romano (Casina Poggio della Rota sulla Strada Oriolese) e a Las Vegas negli Stati Uniti d'America.